# Feldrittersporne
Die Feldrittersporne (Consolida) sind eine Pflanzengattung aus der Familie der Hahnenfußgewächse (Ranunculaceae). Sie sind den Ritterspornen (Delphinium) ähnlich und mit ihnen nahe verwandt. Es gibt etwa 40 Arten in dieser Gattung, alle sind einjährige Pflanzen.
Die Pflanzenteile enthalten Diterpen-Alkaloide und sind deshalb giftig.

## Beschreibung

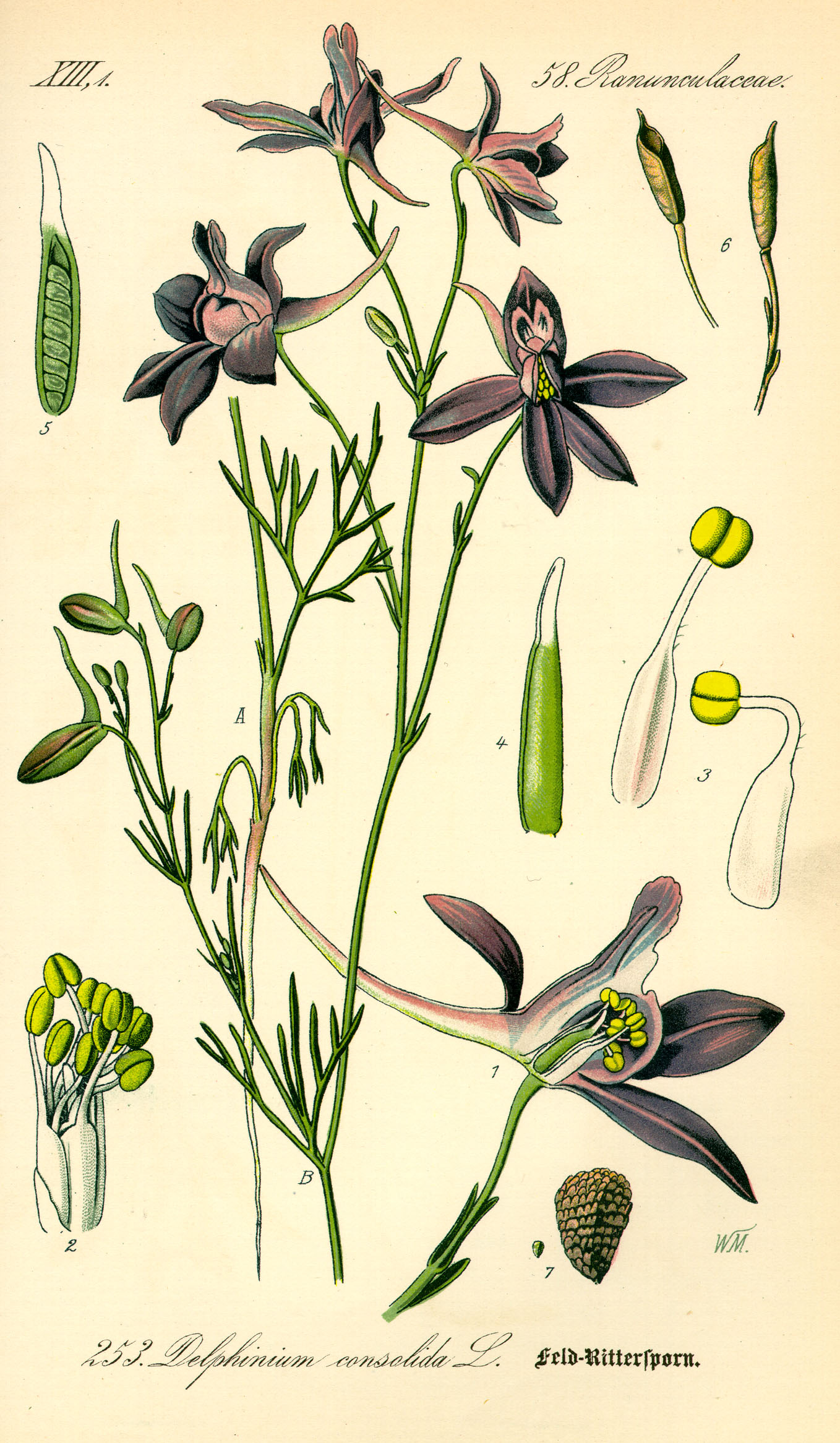
Illustration des Gewöhnlichen Feldrittersporn (Consolida regalis).

Feldrittersporn-Arten wachsen als einjährige krautige Pflanzen. Die wechselständigen Laubblätter sind gestielt und fiederteilig.
In endständigen, einfachen oder verzweigten, traubigen Blütenständen stehen 3 bis 45 (selten bis 75) Blüten zusammen mit laubblattähnlichen Hochblättern. Die zwittrigen Blüten sind zygomorph und lang gespornt. Es sind zwei Blütenhüllblattkreise vorhanden. Die Farben der Blütenhüllblätter reichen von verschiedenen Blautönen bis weiß oder selten gelb. Von den fünf äußeren Blütenhüllblättern ist das obere gespornt und umschließt die beiden inneren, gespornten Blütenhüllblätter. Von den drei bis fünf inneren, freien Blütenhüllblättern sind zwei zu einem Nektar enthaltenden Sporn verwachsen; die anderen sind ungespornt. Es sind viele Staubblätter vorhanden. Es ist nur ein oberständiges Fruchtblatt mit vielen Samenanlagen vorhanden. Der Griffel besitzt keine erkennbare Narbe. Sie werden von Schmetterlingen und Hummeln bestäubt (Entomophilie).
Es werden schmale Balgfrüchte gebildet mit netzartiger Oberfläche. Die dunkelbraunen bis schwarzen Samen besitzen drei Flügel.

## Verbreitung
Die Consolida-Arten besitzen Areale in den gemäßigten und subtropischen Gebieten Nordamerikas, Eurasiens, Afrikas. In Australien ist eine Art eine invasive Pflanze.

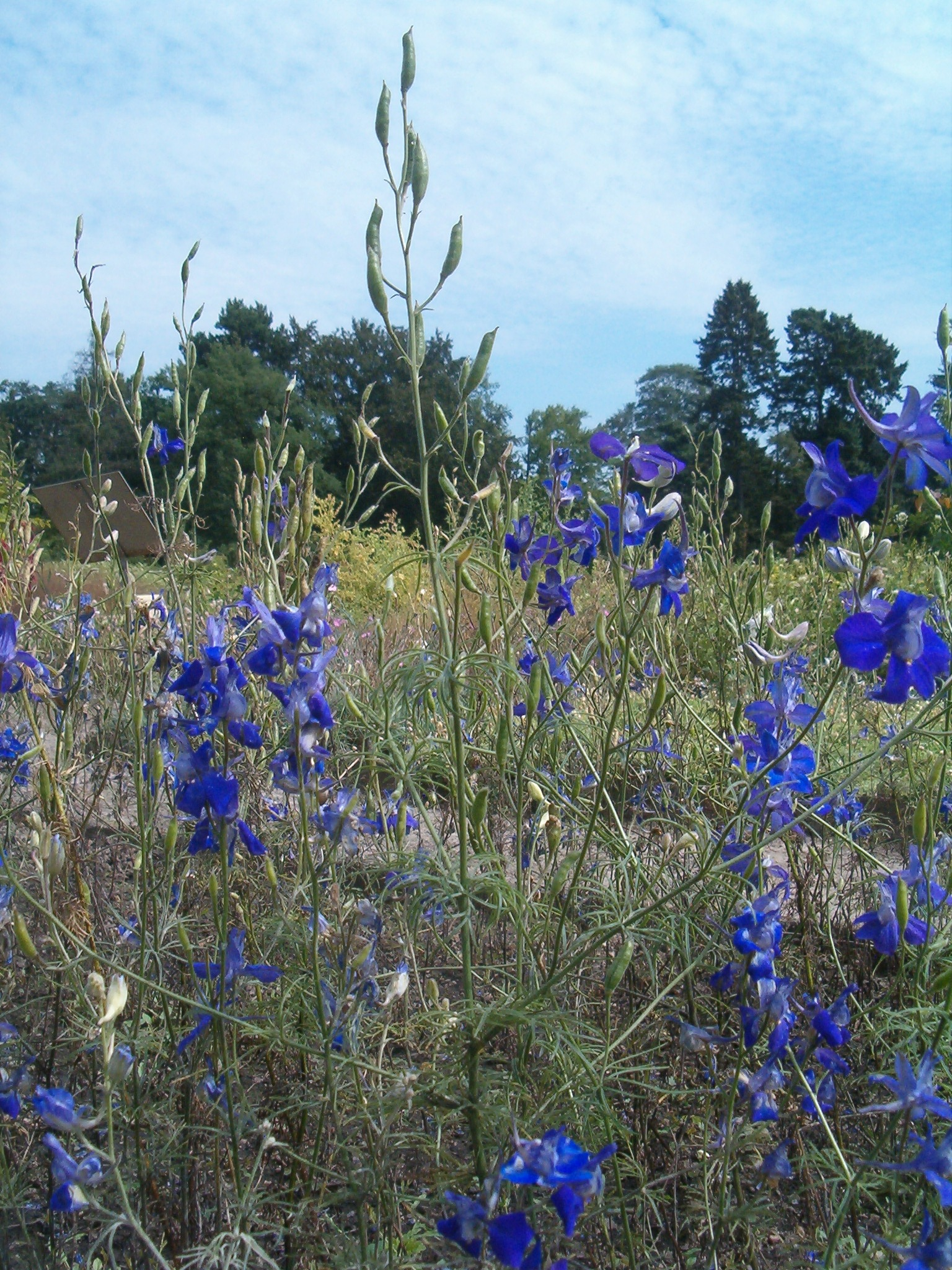
Garten-Feldrittersporn (Consolida ajacis)

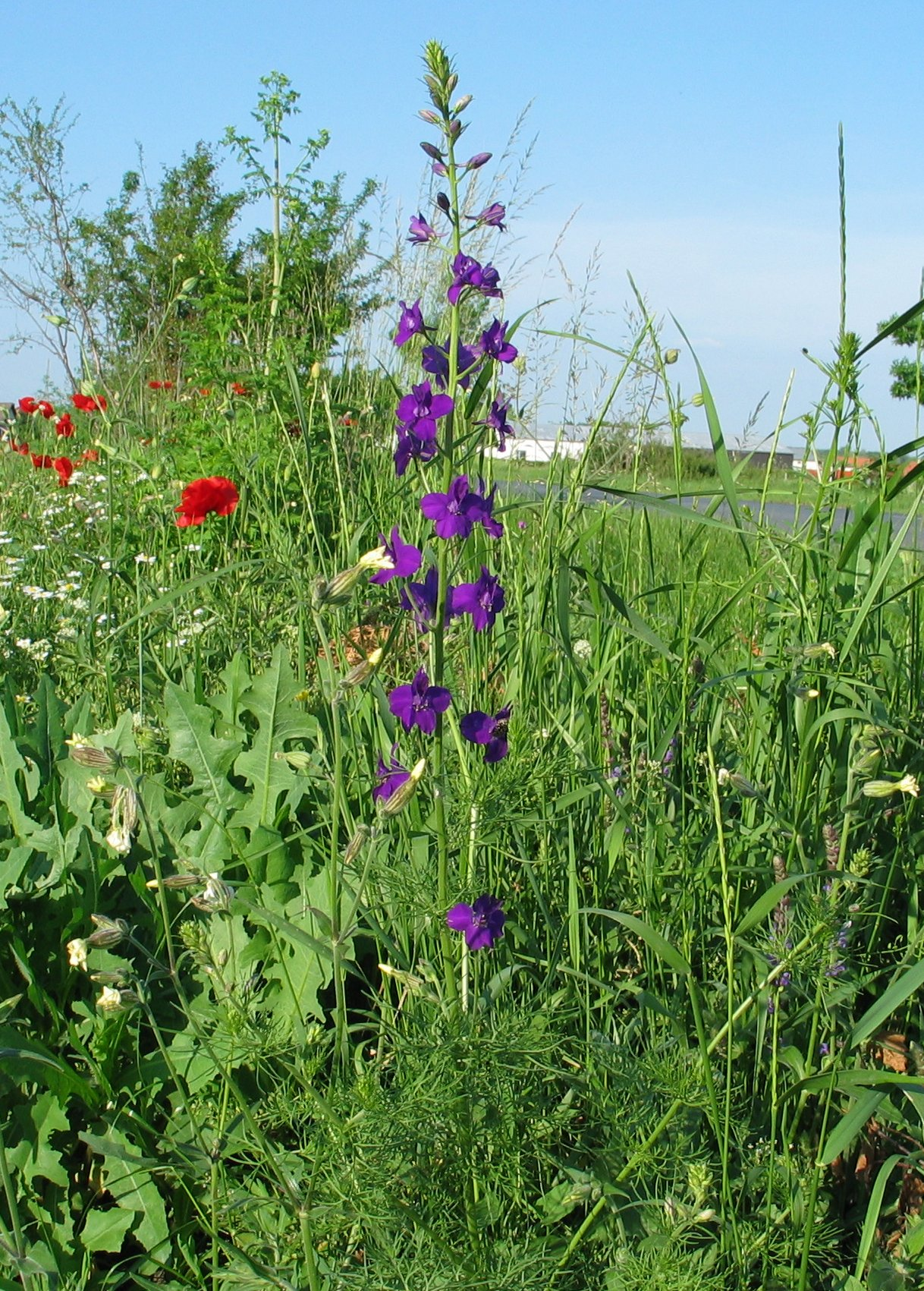
Morgenländischer Feldrittersporn (Consolida hispanica)

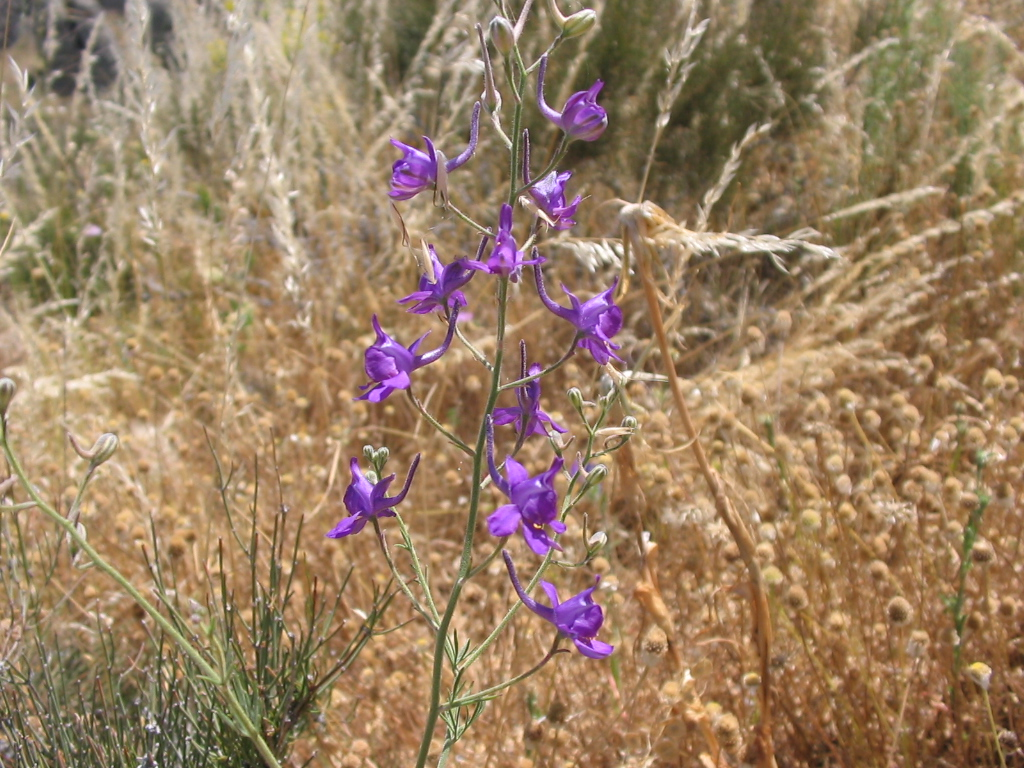
Consolida pubescens

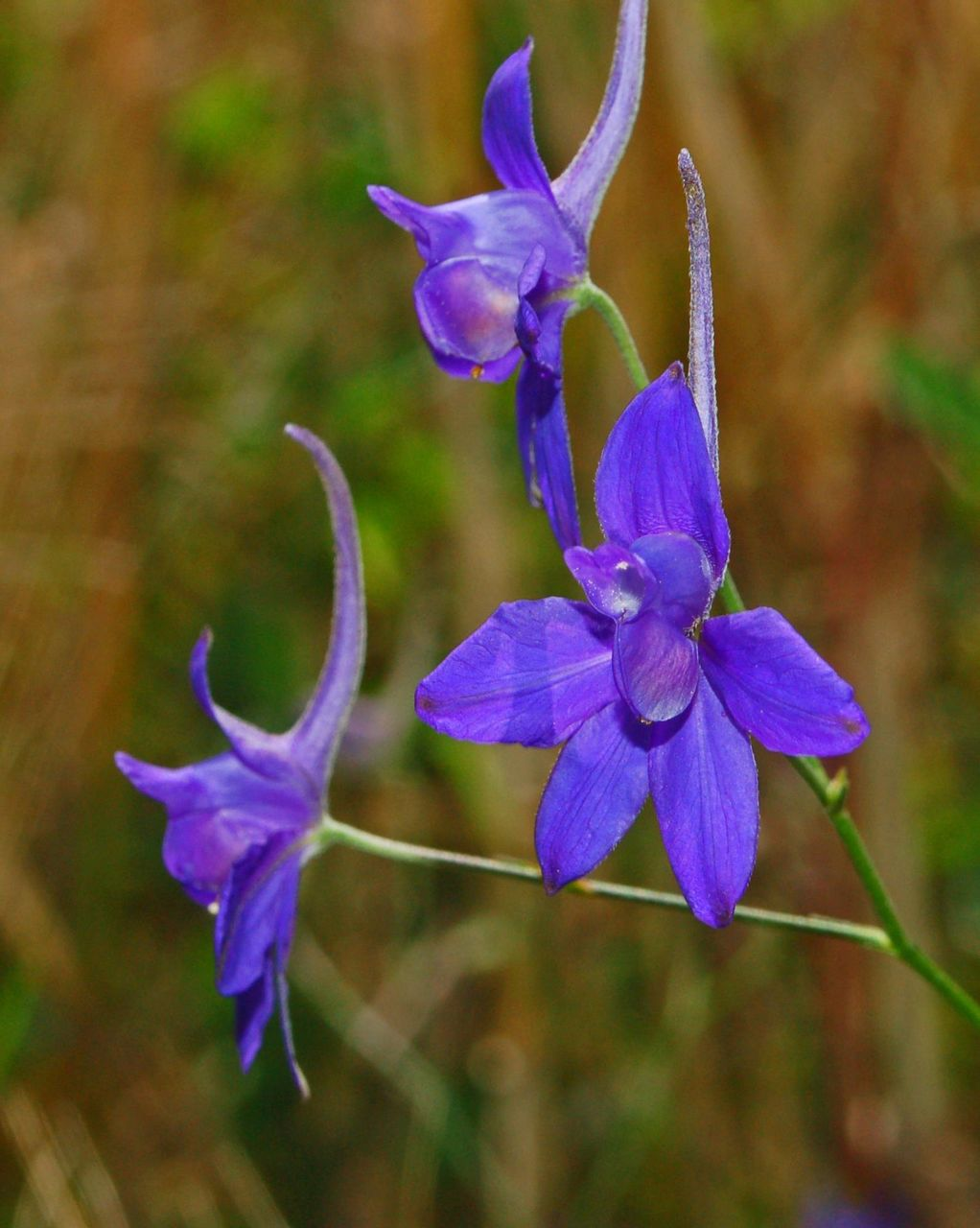
Gewöhnlicher Feldrittersporn (Consolida regalis)

## Systematik und Verbreitung
Der wissenschaftliche Gattungsname Consolida leitet sich vom lateinischen Wort consolidare (festmachen, zusammenwallen, zuwachsen, heilen) ab und weist wohl damit auf die frühere Bedeutung von Consolida-Spezies und anderen als consolida bezeichneten Arten wie Symphytum officinale (consolida major), Kriechender Günsel (consolida aurea, consolida media), Knoten-Beinwell (consolida media), Gänseblümchen (consolida minor), Kleine Braunelle (consolida minor), Gewöhnlicher Feldrittersporn (consolida regalis), Fluss-Greiskraut (consolida saracenica) oder Gewöhnliche Goldrute als (etwa bei Verletzungen konsolidierend wirkende) Heilpflanzen hin. Die Gattung Consolida gehört zur Tribus Delphinieae in der Unterfamilie Ranunculoideae innerhalb der Familie Ranunculaceae.
Es gibt etwa 40 Feldrittersporn-Arten (Consolida) (Auswahl):
- Consolida aconiti (L.) Lindl., Heimat: Türkei (auch im europäischen Teil), Kleinasien.
- Garten-Feldrittersporn (Consolida ajacis (L.) Schur), Heimat: Europa (hauptsächlich im Süden), Asien, in Nordamerika eingebürgert.
- Consolida anthoroidea (Boiss.) Schrödinger, Heimat: Kleinasien.
- Consolida armeniaca (Stapf ex Huth) F.C. Schrad., Heimat: Kleinasien.
- Consolida axilliflora (DC.) Schrödinger, Heimat: Vorderasien.
- Consolida brevicornis (Vis.) Soó, Heimat: jugoslawische und griechische Inseln in der Adria.
- Consolida camptocarpa (Fisch. & C.A.Mey. ex Ledeb.) Nevski, Heimat: um das Kaspische Meer.
- Consolida cornuta (P.H. Davis & M. Hossain) P.H. Davis, Heimat: Kleinasien.
- Consolida cruciata (P.H. Davis & M. Hossain) P.H. Davis, Heimat: Kleinasien.
- Consolida glandulosa (Boiss. & A. Huet) Bornm., Heimat: Kleinasien.
- Consolida hellespontica (Boiss.) Chater, Heimat: Bulgarien, Griechenland, auch im früheren Jugoslawien, Vorderasien.
- Morgenländischer Feldrittersporn oder Spanischer Feldrittersporn (Consolida hispanica (Costa) Greuter & Burdet; Syn.: Consolida orientalis (J.Gay) Schrödinger), Heimat: Europa, Nordwestafrika, Asien.
- Consolida hohenackeri (Boiss.) Grossh., Heimat: Vorderasien.
- Consolida lineolata Hub.-Mor. & Simon, Heimat: Kleinasien.
- Consolida mauritanica (Cosson) Munz, Heimat: Spanien, Algerien, Marokko.
- Consolida oliveriana (DC.) Schrödinger, Heimat: Vorderasien.
- Consolida olopetala (Boiss.) Hayek, Heimat: Kleinasien.
- Consolida persica (Boiss.) Grossh., kommt in Kleinasien vor.
- Consolida phrygia (Boiss.) Soó, mit zwei Unterarten, Heimat: Bulgarien, Griechenland, früheres Jugoslawien, Türkei.
- Consolida pubescens (DC.) Soó, Heimat: Spanien, Frankreich, Italien, Tunesien, Algerien, Marokko.
- Consolida raveyi (Boiss.) Schrödinger, Heimat: Türkei (auch im europäischen Teil).
- Gewöhnlicher Feldrittersporn (Consolida regalis Gray), Heimat: Europa, Vorderasien, Westsibirien.
- Consolida rugulosa (Boissier) Schrödinger, Heimat: Iran, Turkmenistan.
- Consolida saccata (Huth) P.H. Davis, kommt in Kleinasien vor.
- Consolida scleroclada (Boiss.) Schrödinger, Heimat: Vorderasien.
- Consolida staminosa P.H. Davis & Sorger, Heimat: Kleinasien.
- Consolida stapfiana P.H. Davis & Sorger, Heimat: Kleinasien.
- Consolida stenocarpa (P.H. Davis & M. Hossain) P.H. Davis, Heimat: Kleinasien.
- Consolida sulphurea (Boiss. & Hausskn.) P.H.Davis, Heimat: Südliche Türkei bis Syrien.[7]
- Consolida tenuissima (Sibthorp & Smith) Soó, Heimat: Griechenland.
- Consolida thirkeana (Boiss.) Bornm., Heimat: Türkei, Kleinasien.
- Consolida tomentosa (Aucher ex Boiss.) Schrödinger, kommt in Vorderasien vor.
- Consolida tuntasiana (Halácsy) Soó, Heimat: Griechenland.
- Consolida uechtritziana (Huth) Soó, Heimat: Balkanhalbinsel.